# 문제 기반 학습
문제 기반 학습(영어: problem-based learning, PBL) 또는 문제 중심 학습은 제시된 실제적인 문제를 학습자들이 해결하는 과정에서 학습이 이루어지는 학생 중심의 학습 환경(student-centered learing)이자 모형이다. 학생들은 사고 전략과 영역 지식을 함께 배우게 된다. 문제 중심 학습의 형태는 의학 교육에서 출발하였는데 현재에는 다른 분야에서도 쓰이고 있다. 문제 중심 학습의 목적은 유연한 지식, 효과적인 문제 해결 능력, 자기 주도 학습, 효과적인 협업 능력, 내재적 동기를 학생들이 계발하도록 돕는 데에 있다. 문제 중심,학습은 능동적 학습의 한 가지 양식이라고 할 수 있다.
학생들은 집단 협업을 통해서 이미 알고 있는 것과 알아야 할 것, 문제 해결에 도움이 될 정보가 어디에 있으며 어떻게 접근해야 하는지를 찾아내게 된다. 교수자(문제 중심 학습에서는 튜터라고 한다)의 역할은 학습 과정을 관찰하고 안내하고 보조함으로써 학습을 촉진하는 것이다.  튜터(tutor)는 학생들에게 문제에 도전할 수 있는 자신감을 형성하고 격려해 주어야 하는 동시에 학생들의 이해를 확장시켜야 한다. 문제 중심 학습은 주로 강의 중심의 전통적인 교수 학습 철학에서 벗어나고자 하는 패러다임 이동을 대표한다.  문제 중심 학습을 지도하는 구성 요소들은 전통적인 교실/강의 교수법과는 매우 다르다.

## 같이 보기
- 프로젝트 기반 학습

## 참조
1. ↑  Hmelo-Silver, Cindy E. (2004). “Problem-Based Learning: What and How Do Students Learn?”. 《Educational Psychology Review》 16 (3): 235. doi:10.1023/B:EDPR.0000034022.16470.f3.
2. ↑  Schmidt, Henk G; Rotgans, Jerome I; Yew, Elaine HJ (2011). “The process of problem-based learning: What works and why”. 《Medical Education》 45 (8): 792–806. doi:10.1111/j.1365-2923.2011.04035.x. PMID 21752076.
3. ↑  Hung, Woei (2011). “Theory to reality: A few issues in implementing problem-based learning”. 《Educational Technology Research and Development》 59 (4): 529. doi:10.1007/s11423-011-9198-1.